# 施瓦爾本巴赫河 (羅拉赫河支流)
48°55′11″N 10°42′21″E / 48.91972°N 10.70582°E
施瓦爾本巴赫河是德國的河流，位於該國東南部，由巴伐利亞負責管轄，屬於羅拉赫河的左支流，河道全長2.1公里，流域面積2.9平方公里。